# Michele Merlo
Michele Merlo (Casaleone, 7 september 1984) is een Italiaans voormalig wielrenner. 

## Belangrijkste overwinningen
2008
- Coppa San Geo

2009
- 8e etappe Ronde van Groot-Brittannië

2013
- 2e etappe Ronde van Táchira
- 1e etappe Ronde van Kumano

## Resultaten in voornaamste wedstrijden
| Jaar | Ronde van Italië | Ronde van Frankrijk | Ronde van Spanje |
| ---- | ---------------- | ------------------- | ---------------- |
| 2010 | opgave           |                     |                  |